# Reproduction
Reproduction — дебютний студійний альбом британського синті-поп-гурту The Human League, виданий у жовтні 1979 року лейблом Virgin Records.

## Про альбом
Альбом не знайшов комерційного успіху, але єдиний сингл з нього, «Empire State Human», добився великого успіху у Великій Британії, він зайняв 62 місце в британському чарті.
На цю роботу The Human League вплинув німецький електронний колектив Kraftwerk.
Альбом складається з 9 композицій, записаних в стилі нова хвиля з елементами індастріалу.
Продюсером альбому був Колін Терстон, що працював раніше з Іггі Попом та Magazine.
Reproduction був перевиданий в 1980 році та потрапив до чарту Великої Британії на 34 сходинку, а в 1988 році Британська асоціація виробників фонограм присвоїла йому золотий статус.
До альбому була включена кавер-версія The Righteous Brothers — «You've Lost That Loving Feeling», а також перезаписана версія «Circus of Death», розміщена на стороні Б синглу «Being Boiled».

## Список композицій
Автор музики і слів Ян Крейг Марш, Філіп Окі. 
| #  | Назва                                     | Тривалість |
| -- | ----------------------------------------- | ---------- |
| 1. | «Almost Medieval»                         | 4:43       |
| 2. | «Circus of Death»                         | 3:55       |
| 3. | «The Path of Least Resistance»            | 3:33       |
| 4. | «Blind Youth»                             | 3:25       |
| 5. | «The World Before Last»                   | 4:04       |
| 6. | «Empire State Human»                      | 3:17       |
| 7. | «Morale. You've Lost That Loving Feeling» | 9:39       |
| 8. | «Austerity/Girl One»                      | 6:44       |
| 9. | «Zero As A Limit»                         | 4:13       |

Бонус-треки перевидання 1980 року
| #  | Назва                                 | Тривалість |
| -- | ------------------------------------- | ---------- |
| 1. | «Introducing»                         | 3:19       |
| 2. | «The Dignity of Labour, Pt.1»         | 4:22       |
| 3. | «The Dignity of Labour, Pt.2»         | 2:53       |
| 4. | «The Dignity of Labour, Pt.3»         | 3:56       |
| 5. | «The Dignity of Labour, Pt.4»         | 3:52       |
| 6. | «Flexi Disc»                          | 4:11       |
| 7. | «Being Boiled (Fast Product Version)» | 3:54       |
| 8. | «Circus of Death»                     | 4:40       |

## Учасники запису
- Іен Крейг Марш — синтезатор, вокал
- Філіп Окі — клавішні, синтезатор, вокал
- Мартін Вер — синтезатор, вокал
- Філіп Едріан Райт — клавішні, синтезатор